# Francesca Giogoli
Francesca Giogoli (Bologna, 20 marzo 1983) è un'ex pallavolista italiana.
Giocava nel ruolo di palleggiatrice.

## Carriera
La carriera di Francesca Giogoli comincia nel 1999, quando entra a far parte della Pallavolo Ozzano, in Serie B1; l'anno successivo fa parte del progetto federale del Club Italia.
Nella stagione 2001-02 fa il suo esordio nella pallavolo professionistica giocando per la Pallavolo Reggio Emilia, in Serie A1. La stagione successiva passa alla Futura Volley Busto Arsizio, in Serie A2: nella stessa categoria vestirà anche la maglia del Corridonia, per due stagione e quella della Roma Pallavolo per una.
Nella stagione 2006-07 viene ingaggiata dal Giannino Pieralisi Volley di Jesi, in Serie A1, per poi passare la stagione successiva al Jogging Volley Altamura, nella stessa categoria.
Nella stagione 2008-09, torna in Serie A2, con il River Volley Piacenza, conquistando la promozione in Serie A1; tuttavia la stagione successiva resta nella stessa categoria giocando l'Universal Volley Femminile Carpi, conquistando una nuova promozione. Nuovamente però rimane in Serie A2 per giocare con il Chieri Volley: al termine della stagione la squadra viene promossa nel massimo campionato italiano; nella stagione 2011-12 gioca ancora per la squadra piemontese.
Nella stagione 2012-13 viene ingaggiata dal club azero del Telekom Bakı Voleybol Klubu, anche se nel mese di dicembre torna nuovamente in Italia, per terminare l'annata nell'Azzurra Volley San Casciano, in serie cadetta: al termine del campionato si ritira per dedicarsi esclusivamente al beach volley.